# Chuy García
Jesús G. García dit Chuy García, né le 12 avril 1956 à Durango, est un homme politique américain. Membre du Parti démocrate, il est élu depuis 2019 à la Chambre des représentants des États-Unis, où il représente le 4e district de l'Illinois.

## Biographie

### Jeunesse et études
Originaire de Durango au Mexique, García s'installe avec sa famille à Chicago alors qu'il a cinq ans. Il étudie à l'université de l'Illinois à Chicago, où il obtient un baccalauréat universitaire en sciences politiques puis un master en urbanisme et politique de la ville.

### Carrière politique locale

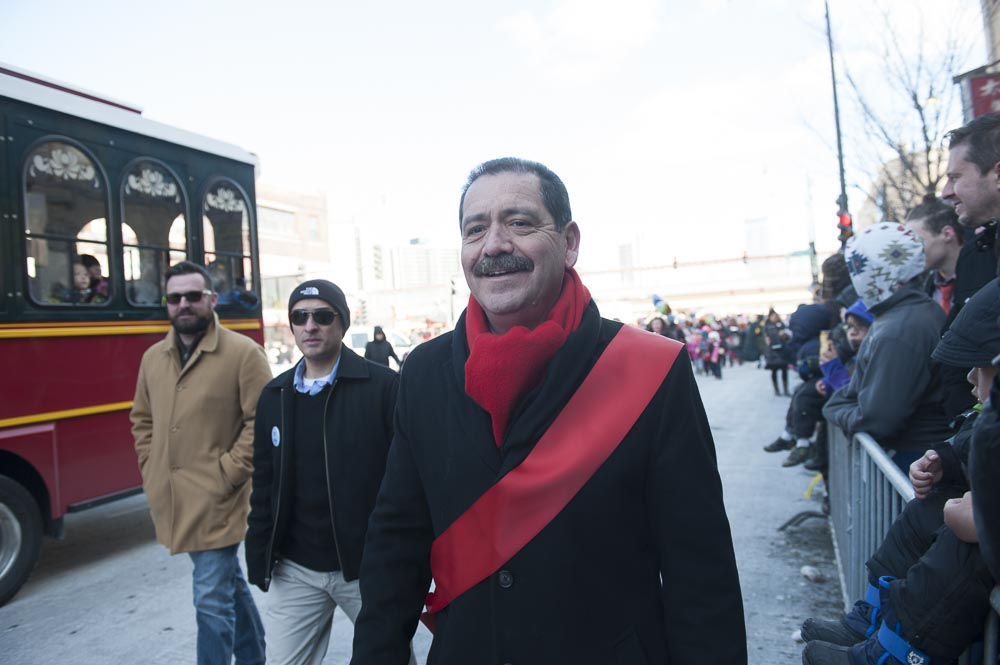
García en campagne en 2015.

En 1986, García entre au conseil municipal de Chicago, en se présentant comme un allié du maire Harold Washington. Il représente pendant six ans le 22e ward avant d'entrer au Sénat de l'Illinois. Après un mandat de six ans, il est battu lors des primaires démocrates par un candidat soutenu par le maire Richard M. Daley,.
En 2011, il est élu au conseil du comté de Cook où il représente le Southwest Side. En 2015, il se porte candidat à la mairie de Chicago face au démocrate sortant Rahm Emanuel. L'élection est officiellement non partisane. García critique Emanuel, surnommé « Mayor 1 percent », qu'il considère comme trop proche des entreprises et éloigné du peuple. Il récole 34 % des suffrages et oblige Emanuel à un second tour, une première pour un maire sortant. Il est finalement battu, rassemblant 44 % des voix contre 56 % pour Emanuel.

### Représentant des États-Unis
Alors qu'il envisage de se représenter à la mairie de Chicago en 2019, il se porte candidat à la Chambre des représentants des États-Unis lors des élections de 2018, profitant du retrait du député Luis Gutiérrez. Il se présente dans le 4e district de l'Illinois, majoritairement hispanique. En mars 2018, García remporte facilement la primaire démocrate avec environ deux tiers des voix face à Sol Flores, directrice d'une association, et Richard Gonzalez, officier de la police locale. Il est alors assuré de remporter ce bastion démocrate en novembre.
À l'automne 2018, de nombreux démocrates locaux — dont Gutierrez — l'incitent toutefois à se présenter à la mairie de Chicago l'année suivante, Emanuel n'étant pas candidat. En octobre, García annonce ne pas être candidat. Le 6 novembre 2018, il est élu représentant avec près de 87 % des suffrages face au républicain Mark Lorch. 
Il est réélu en novembre 2020 avec 84% des voix face au républicain Jesus Solorio.
Deux jours après sa réélection en novembre 2022 pour un troisième mandat à la Chambre, il annonce sa candidature pour les élections municipales de 2023 à Chicago contre la maire démocrate sortante Lori Lightfoot. D'abord perçu comme favori de l'élection dans les mois précédant son annonce comme dans les premières semaines de la campagne,, il termine finalement en quatrième position du premier tour du 28 février 2023. Il apporte alors son soutien à Brandon Johnson qui sortira victorieux du second tour du 4 avril 2023.
Il est réélu pour un quatrième mandat à la Chambre lors des élections de 2024 en battant la républicaine Lupe Castillo. 

## Positions politiques
García fait partie de l'aile progressiste du Parti démocrate. Il est favorable à une hausse du salaire minimum, à une couverture santé universelle et à la gratuité de l'université. Lors des primaires présidentielles de 2016, il soutient la candidature de Bernie Sanders, qui l'avait soutenu l'année précédente aux municipales.